# Constitución Política del Estado de Chile de 1822
La Constitución Política del Estado de Chile de 1822 fue un texto constitucional chileno promulgado el 30 de octubre de ese año por Bernardo O'Higgins. Fue la sucesora de la Constitución Provisoria de 1818, y la antecesora de la Constitución Política y Permanente del Estado de Chile de 1823, promulgada y jurada el 29 de diciembre de 1823.

## Historia
La Constitución de 1818, el primero de los dos textos fundamentales creados durante el gobierno de Bernardo O'Higgins en el cargo de director supremo, le otorgaba al libertador de Chile poderes similares a los de un dictador. Esto provocó molestia en sus opositores, por lo que en 1822 se formó una asamblea constituyente denominada Convención Preparatoria, la cual impulsó un nuevo texto. La carta constitucional de 1822 fue redactada por su ministro de estado José Antonio Rodríguez Aldea y promulgada el 8 de agosto de 1822.

## Contenido
El texto constaba de 248 artículos. Las principales características de esta constitución, especialmente en sus aspectos doctrinarios, son:
- En el artículo primero se afirma que:

«La Nación Chilena es la unión de todos los chilenos: en ella reside esencialmente la soberanía, cuyo ejercicio delega conforme a esta Constitución».

- En el artículo cuarto, por primera vez se establecen a nivel constitucional los límites correspondientes al estado chileno, aunque los límites norte y este son mencionados de forma muy imprecisa:

«El territorio de Chile conoce por límites: al Sur, el Cabo de Hornos; al Norte, el despoblado de Atacama; al Oriente, los Andes; al Occidente, el mar Pacífico. Le pertenecen las islas del archipiélago de Chiloé, las de la Mocha, las de Juan Fernández, la de Santa María y demás adyacentes».

- En el artículo 10 se señalaba que:

«La religión del Estado es la Católica, Apostólica, Romana, con exclusión de cualquiera otra. Su protección, conservación, pureza e inviolabilidad es uno de los primeros deberes de los jefes del Estado, como el de los habitantes del territorio su mayor respeto y veneración, cualquiera que sean sus opiniones privadas».

 En el siguiente artículo se le otorgaba mayor fuerza al anterior: 

«Toda violación del artículo anterior será un delito contra las leyes fundamentales del país».

- En el artículo 12, se sintetizaba las características de la organización institucional mediante la frase:

«El Gobierno de Chile será siempre representativo, compuesto de tres poderes independientes, Legislativo, Ejecutivo y Judicial.».

O'Higgins abolía las tres provincias existentes y dividía el país en departamentos. Un delegado directorial con título de juez mayor nombrado por el director supremo y el senado tendría el gobierno de cada departamento: 
- El Poder Ejecutivo residía en el Director Supremo, por un periodo de 6 años, con la posibilidad de ser reelegido por otros 4 años más.
- Poder Legislativo residía en un Congreso, es decir, un cuerpo integrado por 2 Cámaras.

Si bien el nuevo texto acotó el poder de O'Higgins, para la mayor parte de la poderosa clase dirigente chilena, las normas de la Constitución hicieron que el gobierno de O'Higgins les resultara intolerable; finalmente el libertador debió dimitir su cargo en enero de 1823, y en los días finales de ese mismo año esta norma fue reemplazada por la Constitución de 1823.